# Antonio Brunetti (violoniste)
Pour les articles homonymes, voir Antonio Brunetti (compositeur) et Brunetti.
Antonio Brunetti (1744 — 26 décembre 1786) est un violoniste napolitain.

## Biographie
Né à Naples en 1744, Brunetti est le fils du compositeur Giovan Gualberto Brunetti (en).
Il remplace Mozart au sein de l 'orchestre de la cour du comte Hieronymus von Colloredo à Salzbourg en 1776, après la renonciation de Mozart au poste. Brunetti devient concertmaster de Salzbourg en 1777.
Peu de choses de sa vie sont connues si ce n'est qu'il était ami avec Mozart qui lui a composé des morceaux à interpréter. Cependant, Mozart parle de lui dans une lettre du 9 juillet 1778 comme « d'un homme parfaitement mal élevé » et dans une lettre ultérieure (le 11 avril 1781) comme de « ce Brunetti grossier et sale qui est une honte pour son maître, pour lui-même et pour l'orchestre . » 
En novembre 1778, il épouse Maria Josepha Judith Lipp, fille de l'organiste Franz Ignaz Lipp et belle-sœur de Michael Haydn, avec qui il avait eu un fils plus tôt cette année.
Brunetti meurt à Salzbourg en 1786.